# 하코다 로쿠스케
하코다 로쿠스케(일본어: 箱田六輔, 1850년 5월 ~ 1888년 1월 19일)는 일본의 자유민권운동가이다. 로쿠스케(六輔)는 통칭으로, 어릴적 이름은 엔사부로(円三郎), 휘는 기몬(義門)이다.
후쿠오카번사 아오키 젠페이(青木善平)의 둘째 아들로 태어났으며, 후에 하코다 센조(箱田仙蔵)의 뒤를 이어 하코다(箱田)로 성을 삼았다. 1868년 보신 전쟁에서 전공을 세웠다. 유학자 다카바 오사무(高場乱)의 고시주쿠(興志塾)에서 수학하여, 이 곳에서 평생의 동지인 도야마 미쓰루 등을 만나게 된다. 1876년 반정부 활동을 기도한 일로 인해 도야마 미쓰루 등과 함께 투옥되었다. 출옥 후 자유민권운동에 뛰어들어 1878년 12월에 도야마 미쓰루, 히라오카 고타로 등과 함께 고요샤(向陽社)를 조직하여 그 사장에 취임하여, 후쿠오카 지역 민권운동의 지도자로 활약한다. 1881년에는 고요샤를 겐요샤로 개명하고, 1882년에 겐요샤의 4대 사장으로 취임한다. 그는 1888년 1월 19일 할복자살하였다.